# Ernest Blanc
Ernest Blanc né le 1er novembre 1923 à Sanary-sur-Mer et mort le 22 décembre 2010 à Bordeaux, est un baryton français.

## Biographie
Ernest Blanc travaille d’abord comme employé à l’Arsenal de Toulon, mais en 1946 il est remarqué lors d'un concours de chant, ce qui l'amène à étudier au conservatoire de Toulon d'où il sort avec le prix d'excellence trois ans plus tard. Il chante à l'Opéra de Marseille puis monte à Paris et en 1954 chante Rigoletto de Verdi à l'Opéra Garnier. C'est le début d'une grande carrière internationale sur les  scènes du monde entier (Covent Garden, Chicago, Festival de Glyndebourne, Édimbourg, San Francisco, Opéra de Paris, Naples, Milan). 
En 1958 il interprète au Festival de Bayreuth le rôle de Telramund dans Lohengrin (Richard Wagner), dirigé par André Cluytens aux côtés d'Astrid Varnay (Ortrud), rôle qu'il reprend l'année suivante. Très apprécié par Wieland Wagner, celui-ci lui aurait proposé le rôle de Wotan, alors tenu par Hans Hotter, mais Blanc décline l'offre par modestie. 
En 1959 il est aussi un brillant Escamillo dans Carmen à la Scala de Milan. En 1960 il chante Don Giovanni au Festival de Glyndebourne. Son répertoire comprend aussi Golaud dans Pelléas et Mélisande de Debussy, le père dans Louise de Gustave Charpentier et le Château de Barbe Bleue de Bartók à l'Opéra Comique. Il chante Massenet dans Thaïs, Bellini dans Les Puritains, Verdi dans Un bal masqué, Mozart dans Don Juan, Richard Wagner dans Tannhaüser, Camille Saint-Saëns dans Samson et Dalila, Hector Berlioz dans La Damnation de Faust. Il a créé le rôle de Théogène dans Numance d'Henri Barraud en 1955.
Baryton exigeant à la voix brillante et puissante, reconnu pour son art de la diction, fait de clarté et d'élégance, et son style d'une grande pureté, il cesse de chanter en 1987.

## Répertoire
- Alceste, Carmen, La Damnation de Faust, Dialogues des carmélites, Faust, Fortunio, Hérodiade, Les Indes galantes, Louise, Manon, Mattéo Falcone, Mireille, Numance, Patrie, Les Pêcheurs de perles, Pelléas et Mélisande, Le Roi d'Ys, Roméo et Juliette, Samson et Dalila, Sigurd et Don Procopio pour l'ORTF

- Aïda, André Chénier, Un Bal masqué, Cavalleria rusticana, Don Carlos, Falstaff, La Favorite, Lucia di Lammermoor, Paillasse, Les Puritains, Rigoletto, La traviata, Le Trouvère

- Lohengrin, Parsifal, Tannhäuser, Le Vaisseau fantôme

- Don Giovanni, Les Noces de Figaro, Le Château de Barbe-Bleue, Eugène Onéguine, Iphigénie en Tauride, Alceste, Symphonie no 9 de Beethoven, Dardanus, Le triomphe de Jeanne

## Discographie
- Intégrales :
  - ANDREA CHENIER (Charles Gérard) : Giuseppe Savio, Suzanne Sarroca, Nicole Oxombre, Georges Vaillant, Simone Libor, Ginès Sirera, Alice Chamirian, Carlo Silverio, Victor Autran/Dir : P. Jamin/Live Opéra de Nice 1967, édité 1CD Mike Richter Audio Encyclopedia en  2004
  - CARMEN (Escamillo) : Victoria de Los Angeles, Nicolaï Gedda, Janine Micheau /Sir Thomas Beecham/EMI 1959
  - CARMEN (En italien) (Escamillo) : Irina Arkhipova, Mario Del Monaco, Marcella Pobbe, Vittoria Magnaghi, Anna Di Stasio, Giuseppe Forgione, Franco Ricciardi, Guido Malfatti, Enrico Campi/Dir : Peter Maag/Live Naples 1960, édité 3LPS Movimento Musica MM 03 002
  - CARMEN (Escamillo) : Biserka Cvejik, John Vickers, Myrtha Garbarini, Walter Maddalena, Guy Gallardo, Carmen De la Mata, Isabel Casey, Nino Falzetti, Per Drewsen/Dir : P.Dervaux/Live Buenos Ayres 1963 édité 2CDThe Opera Lovers CAR 196301 2007
  - Les Cloches de Corneville : Ernest Blanc (Henri), Huguette Boulangeot (Germaine), Louis Musy (Gaspard), Jean Giraudeau (Grenicheux), Colette Riedinger (Serpolette) - Chœurs et orchestre, Pierre Dervaux (chef d'orchestre) - Accord (1955).
  - LES CONTES D’HOFFMANN (Dapertutto) : Nicolaï Gedda, Gianna D’Angelo, Elisabeth Schwarzkopf, Victoria de los Angelès, George London, Nicolaï Ghiuselev, Jean-Christophe Benoit, Jean Pierre Laffage, Jacques Loreau, Robert Geay, Renée Faure, Christiane Gayraud, André Mallabrera, Janine Collard/Dir : A. Cluytens/ 3LPS HMV «Angel Series» AN 154-156 1964
  - LA DAMNATION DE FAUST (Méphistophélès) : Nicolaï Gedda, Régine Crespin, Louis Maurin/Dir : Igor Markévitch/ Live festival de Montreux 1959, édité 2CD MytoANDRCD9063
  - DON PROCOPIO (Don Andronico) : Jules Bastin, Alain Vanzo, Robert Massard, Jean-louis Soumagnas, Mady Mesplé, Lyliane Guitton/Dir : B. Amaducci- Live ORTF 1975 édité : CD Le Chant du monde  1990
  - L'ENFANCE DU CHRIST (Hérode) : Nicolaï Gedda, Victoria de Los Angeles, Roger Soyer, Xavier Depraz, Rémy Corazza, Bernard Cottret/Dir : A. Cluytens/EMI
  - FAUST (Valentin) : Nicolaï Gedda, Victoria de los Angelès, Boris Christoff, Liliane Berton, Victor Autran/Dir : A.Cluytens/EMI 1958
  - HERODIADE (Hérode) : Nadine Denize, Jean Brazzi, Muriel De Channes, Pierre Thau/Dir:D.Lloyd Jones/Live ORTF 1974, édité en 2002 : 2CD Opéra d'oro
  - LOHENGRIN (Frédéric de Telramund) : Sándor Konya, Leonie Rysanek, Astrid Varnay, Kieth Engen, Eberhard Waechter/Dir:A.Cluytens/Live Festival de Bayreuth 1958/3 CD Mélodram
  - LOHENGRIN (Frédéric de Telramund) : Sandor Konya, Elisabeth Grummer, Rita Gorr, Franz Crass, Eberhardt Waechter/Dir:L.Von Matacik/ Live festival de Bayreuth 4-8-1959, édité chez Orféo
  - LOUISE (Le père) : Felicity Lott, Jerome Pruett, Rita Gorr/Dir : S.Cambreling/ Live Monnaie de Bruxelles janvier 1983, édité 3CD Erato
  - LES PÉCHEURS DE PERLES (Zurga) : Janine Micheau, Nicolai Gedda, Jacques Mars/Dir :Pierre Dervaux / 2 x33T Columbia FCX 866-7-SAFX 182-3 1960
  - LES PURITAINS (Riccardo Forth) : Joan Sutherland, Nicola Filacuridi, Giuseppe Modesti, Monica Sinclair, John Kentish, David Ward/:Vittorio Gui /Live Festival de Glyndebourne 1960 édité2CD SRO 841-2
  - SAMSON ET DALILA (Le grand prêtre) : Jon Vickers, Rita Gorr, Anton Diakov/ Dir :Georges Prêtre /3 LP 33T.EMI/1962
  - SAMSON ET DALILA (Le grand prêtre) : Jon Vickers, Oralia Dominguez, Van der Bilt/ Dir : J. Fournet/Live Radio Amsterdam 29-2-1964, édité 2CD Médium en 2006
  - SAMSON ET DALILA (Le grand prêtre) : Plácido Domingo, Waltraud Meier, Victor von Halem, Jacques Mars/Dir : Georges Prêtre/Live Opéra de Nice 1985,édité2CD House of Opera CDBB 548
  - SIGURD (Le prêtre de Freïa) : Guy Chauvet, Andréa Guiot, Robert Massard, Andrée Esposito, Jules Bastin, Denise Scharley, Nicolas Christou, Bernard Demigny, Jean Dupouy, Claude Méloni, Jean Louis Soumagnas/Dir: M.Rosenthal/LIVE ORTF 1974 édité 3LP UORC 219/3CD  Chant du Monde LDC 278917-19

- Sélections :
  - LE BAL MASQUE en VF(Renato) : Tony Poncet, Michèle Le Bris, Nadine Sautereau/ Dir : G.Patane /33T. DG 19469
  - GUILLAUME TELL (Rôle-titre) : Nicolaï Gedda, Andréa Guiot/Dir:A.Lombard/33T.EMI2C061-10899
  - IPHIGENIE EN TAURIDE (Oreste) : Rita Gorr, Nicolaï Gedda, Louis Quilico/Dir:G.Prêtre/ PATHEFALP 30192
  - LAKME (Nilakantha) : Gianna D'Angelo, Nicolaï Gedda, Jane Berbié/Dir:G.Prêtre/33T EMI2C061-11681
  - LES NOCES DE FIGARO en VF(Comte Almaviva) : Nadine Sautereau, Suzanne Sarroca, Julien Giovannetti, Liliane Berton/Dir : J. Fournet/33T DG 136 468(1964)
  - LES PURITAINS (Riccardo) : Joan Sutherland, Nicolaï Gedda, Justino Diaz/ Dir : R. Bonynge/Live Philadelphie 1963 édité
  - RIGOLETTO, extraits en VF (Rôle titre) : Guy Fouché, Renée Doria, Denise Scharley/ Dir : P. Cruchon/33T Pleiade P3076(1953)
  - LA TOSCA, extraits en VF(Scarpia) : Suzanne Sarroca, José Luccioni/ Dir : A.Wolff/1 face 33T Decca FAT 173 665:Les belles soirées de l'Opéra comique
  - LE VAISSEAU FANTÔME, en VF : (Le hollandais):Suzanne Sarroca, Paul Finel/Dir : H.Loewlein /33T.DG 136 264 33t (1964)

- Récitals :
  - Grands airs d'Opéra Français, Allemands et Italiens/Dir:G.Prêtre/Pathé DTX310
  - Airs et duos de Rigoletto et La Traviata avec Janine Micheau/Dir:G.Prêtre/Pathé DTX317
  - CD ERNEST BLANC : Live, concerts radio, et extraits de conférence, chez l'éditeur Malibran en 2011

- Compilations :
  - Soirée à l'Opéra : Un air de "Patrie"/33T Decca
  - The great opera singers : Lohengrin, Acte II, en concert : Elisabeth Grummer, Isabel Strauss et Ernest Blanc/1965

- DVD :
  - MIREILLE (Ourrias) : Danièle Perriers, Aldo Filistad, Michèle Vilma, Christine Barbaux, Marc Vento, Armand Arapian, Véronique Dietschy, Michel Vallat/ Dir : Roberto Benzi/Live Festival de Carpentras 1978, édité DVD House of Opera DVDCC 921 2005
  - SAMSON ET DALILA (Le grand prêtre) : Gilbert Py,Ann Howard, Mario Solomonoff, Mariano de la Maza.Dir : M.Veltri/Live Santiago du Chili 1984 édité Live Opera Heaven 866 en 2003